# I Know (песня Туне Дамли)
I Know (с англ. — «Я знаю») — песня и сингл норвежской певицы Туне Дамли c третьего студийного альбома I Know (2009), выпущенная в Норвегии 27 апреля 2009 года на лейбле Eccentric Music. Песня поднялась в норвежском чарте синглов до 4-й позиции, тем самым став вторым хитом в карьере певицы после песни «Butterflies».

## Список композиций
Цифровая дистрибуция
| №  | Название | Длительность |
| -- | -------- | ------------ |
| 1. | «I Know» | 3:57         |

## Позиции в чартах
| Чарт (2009)            | Пик |
| ---------------------- | --- |
| Norwegian Albums Chart | 4   |

## История релизов
| Страна   | Дата выпуска   | Форматы              | Лейбл           |
| -------- | -------------- | -------------------- | --------------- |
| Норвегия | 27 Апреля 2009 | Цифровая дистрибуция | Eccentric Music |